# Niederanven
Niederanven (Luxemburgs: Nidderaanwen) is een gemeente in het Luxemburgse Kanton Luxemburg.
De gemeente heeft een totale oppervlakte van 41,36 km² en telde 5453 inwoners op 1 januari 2007.

## Evolutie van het inwoneraantal
| Jaar                              | 2001 | 2002 | 2003 | 2004 | 2005 |
| --------------------------------- | ---- | ---- | ---- | ---- | ---- |
| Inwoneraantal                     | 5439 | 5446 | 5412 | 5334 | 5342 |
| Opmerking: tellingen op 1 januari |      |      |      |      |      |

## Algemeen
Een jaar of 40 geleden was Niederanven nog een overwegend agrarische gemeente met slechts ca. 1600 inwoners. Sindsdien heeft de gemeente zich snel ontwikkeld tot een forensengemeente, die geheel op het internationale dienstverleningscentrum Luxemburg (stad) is gericht.
Het inwoneraantal is sindsdien ruim verdrievoudigd en de eens homogeen-Luxemburgse bevolking is heel multicultureel geworden: 45 % van de bevolking bestaat uit buitenlanders.
De gemeente Niederanven bestaat uit de dorpen Niederanven, Oberanven, Senningen, Senningerberg, Hostert, Rameldange en Ernster.
De luchthaven Findel is grotendeels op het grondgebied van de gemeente gelegen.
Het kasteel van Senningen, gebouwd door een 19e-eeuwse papierfabrikant, wordt regelmatig gebruikt voor zittingen van de Europese Raad.
Ongeveer 40% van de oppervlakte van de gemeente wordt ingenomen door het Grünewald, een ca. 50 km² groot bosmassief, dat voor een aanzienlijk deel binnen deze gemeente ligt. Het terrein is tamelijk geaccidenteerd: Findel, Senningerberg en het Grünewald liggen ongeveer 100 m hoger dan het resterende deel van de gemeente.

## Geschiedenis
In Hostert stond er al sinds de vroege middeleeuwen een kerk, die het centrum was van een parochie, die ook de aangrenzende gemeente Schuttrange omvatte. Van deze kerk is nog een restant over, nabij het kerkhof. De huidige kerken van Hostert en Niederanven/Senningen dateren van het midden van de 19e eeuw.
In 1636 werd de gemeente vreselijk getroffen, toen het leger van de Oostenrijkse generaal Raimondo Montecuccoli voorbij kwam. Bijna de gehele bevolking werd uitgemoord; minder dan 100 mensen overleefden het bloedbad. Niettemin was dit het leger van een "bondgenoot" van de Spanjaarden. Maar zo ging het er soms aan toe tijdens de Dertigjarige Oorlog....
Eind 18e eeuw had de bevolking zich weer hersteld tot een aantal van ongeveer 1.000. Door een hoog geboortecijfer was het inwonertal in 1860 gestegen tot ongeveer 2.500. De landbouw bood maar een schamele boterham aan de te groot geworden bevolking. Ook de werkgelegenheid die geboden werd door een aantal papierfabrieken was ternauwernood voldoende om de bevolking boven een niveau van bittere armoede uit te tillen. Emigratie naar Frankrijk, de Verenigde Staten, Luxemburg-stad en de Minette, het gebied van de opkomende staalindustrie in het zuiden van Luxemburg, deed in de periode 1860-1960 de bevolking weer sterk afnemen.
De afgelopen 40 jaar heeft de gemeente een ware transformatie ondergaan. Er wonen veel personen die in de Luxemburgse banksector of bij de instellingen van de Europese Gemeenschap werken en de gemeente is nu een van de rijkste van het Groothertogdom.
In november 2002 stortte er een Fokker van Luxair neer van het type Fokker 50 in de gemeente Niederanven. Er waren twintig doden te betreuren, waaronder de Luxemburgse schilder Michel Majerus.

## Plaatsen in de gemeente
- Ernster
- Hostert
- Niederanven
- Oberanven
- Rameldange
- Senningen
- Senningerberg
- Stafelter
- Waldhof